# ワラギ

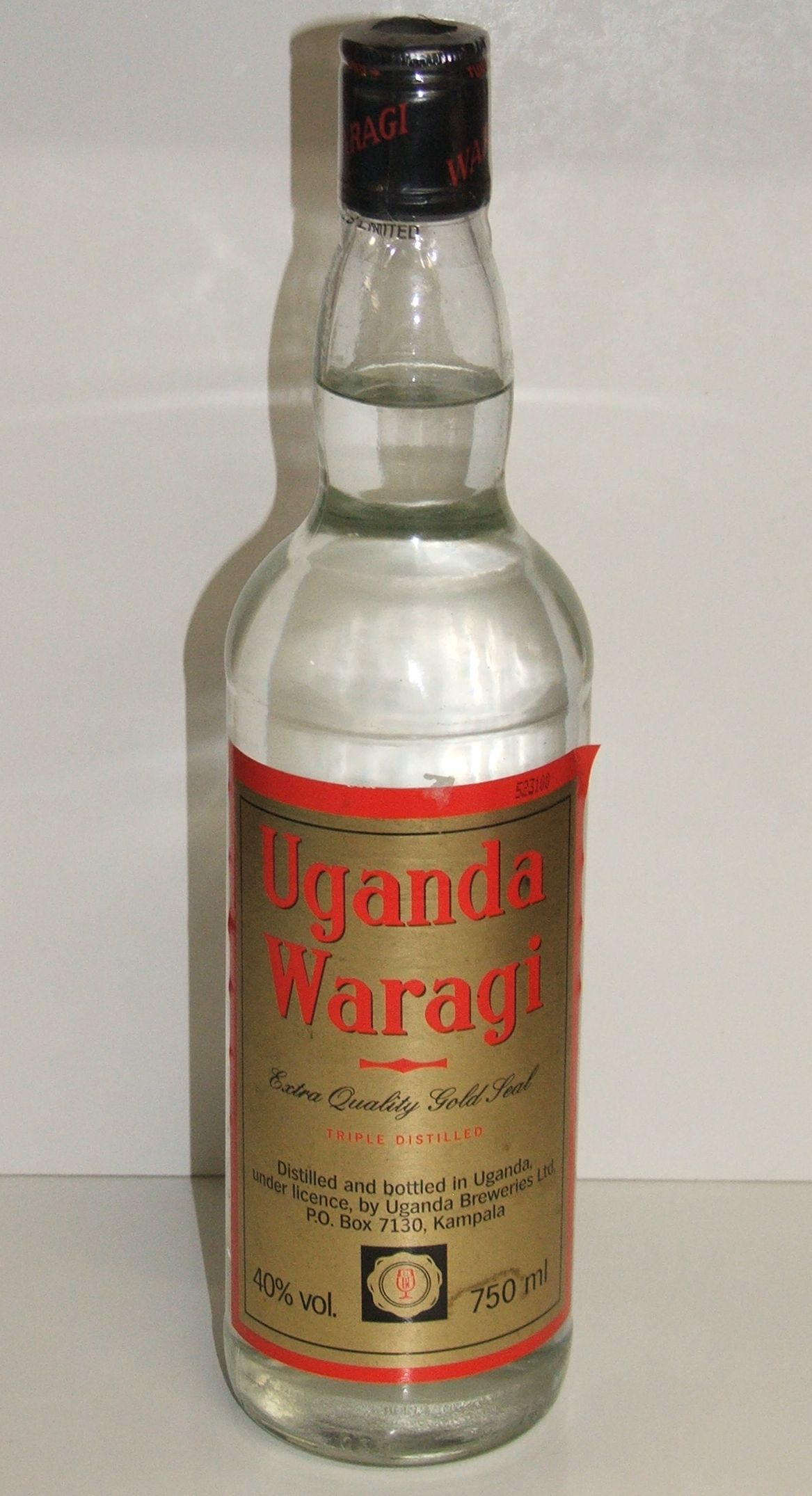
ウガンダ産ワラジ

ワラジ（Waragi）は、ウガンダなどで製造されている蒸留酒。原料としてはバナナ、キャッサバなどから作られる。
「ワラジ」はウガンダ南部での名称で、北部では「リラリラ」または「エングリ」などともいう。
2004年の世界保健機関（WHO）調査においてウガンダは、一人当たりの年間アルコール消費量が17.4リットルと、周辺諸国と比較しても非常に高かった。ウガンダの人々の間で伝統的に密造されているが、自家製のワラジには不純物が多く、またメタノールが混入したことによる失明事故も発生している。